# Důl Řimbaba
Důl Řimbaba se nachází v osadě Vysoká Pec, části obce Bohutín u Příbrami ve Středočeském kraji. Jedná se o jednu z nejmenších šachet bohutínského rudního revíru, která byla v aktivním provozu v letech 1843–1900.

## Historie
Původní jméno dolu však bylo jiné, od svého založení to byl Důl Božího požehnání (Segen Gottes Schacht). V prostoru, kde je šachta situována, již od středověku probíhala poměrně intenzivní prospektorská a také hornická činnost. Hloubení šachty Řimbaba však začalo až v roce 1843. Těžil se zde galenit (tzv. leštěnec olovnatý) a šachta měla i svou vlastní úpravnu.
Za dobu své existence dosáhl důl 270 m kolmé hloubky a bylo zde vyraženo téměř 6000 m různých chodeb a překopů. Od roku 1900 sloužil jako pomocný provoz a větrací jáma pro ostatní šachty revíru, v létech 1954–1969 také jako školní důl pro studenty SPŠH v Příbrami. Po ukončení hornické činnosti v oblasti je tato šachta používána jako přístupový bod do dědičné štoly. V současnosti je v areálu dolu ve výstavbě regionální muzeum Bohutínska zaměřené nejen na montanistiku. Tohoto úkolu se ujalo místní občanské sdružení Spolek Řimbaba.